# Obbia
Hobyo (italià Obbia) és un port de Somàlia, a la regió de Mudug, amb una població d'uns 5000 habitants.
El seu nom vol dir "aquí hi ha aigua". Això el va beneficiar com a port des del segle xv. A partir del segle xvi fou el port utilitzat pels sultans Ajuuraan de Qalafo per les seves exportacions a través de la vall del Shabelle. Vegeu Ajuuraan. Juntament amb Mareeg, Hobyo es va desenvolupar com un lloc avançat costaner per l'Imperi Ajuran durant el segle xiii.[2] No obstant això, a finals del segle xvii, els Hiraab es van revoltar amb èxit contra el sultanat d'Ajuran i van establir un imamat independent de Hiraab. branca primogènita."[4] Lee Cassanelli al seu llibre The Shaping of Somali society ofereix una imatge històrica de l'Immata Hiraab. Ell escriu: 
"Segons la tradició oral local, l'imamat Hiraab va ser una poderosa aliança de grups estretament relacionats que compartien un llinatge comú sota les divisions del clan Gorgaarte. Es va revoltar amb èxit contra el sultanat d'Ajuran i va establir un govern independent durant almenys dos segles a partir del 17-cents. i en endavant.
L'aliança va implicar els líders de l'exèrcit i assessors de l'Habar Gidir i Duduble, un Fiqhi/Qadi de Sheekhaal, i l'imam estava reservat per a la branca de Mudulood que es creu que va ser el primogènit. Un cop establerts, l'imamat va governar els territoris des de la vall de Shabeelle, les províncies de Benaadir, les zones de Mareeg fins a les terres àrides de Mudug.
Els centres agrícoles d'Eldher i Harardhere incloïen la producció de sorgo i mongetes, complementant-se amb ramats de camells, boví, cabres i ovelles. Ramaderia, pells i pells, mentre que les fustes aromàtiques i les panses eren les principals exportacions com l'arròs, altres aliments i roba s'importava. Els comerciants que buscaven articles exòtics van venir a Hobyo per comprar tèxtils, metalls preciosos i perles. Els productes comercials collits al llarg del riu Shabelle van ser portats a Hobyo per al comerç. A més, la creixent importància i el ràpid assentament de ciutats més al sud com Mogadiscio van impulsar encara més la prosperitat d'Hobyo, ja que cada cop més vaixells baixaven per la costa de Somàlia i es van aturar a Hobyo per comerciar i reposar els seus subministraments.
Al sultanat de Majeerteen, situat al nord d'Hobyo, el sultà (boqor) Ismaan Mahamuud es va enfrontar en una guerra civil a la meitat del segle xix (vers 1855) amb el seu cosí Yuusuf Ali Keenadiid; la lluita va durar uns cinc anys fins que el boqor va poder derrotar el seu parent al que va enviar exiliat a Aràbia (a Aden). Yusuf va retornar després del 1870 amb un contingent de 36 guerrers hadhramis i un grup de fidels i amb aquest ajut va fundar secretament un fortí on va amagar armes, i sobtadament el 1878 va atacar i derrotar els clans hawiye que dominaven la zona, i es va crear el Sultanat de Hobyo. L'últim sultà d'Hobyo va ser el sultà Ducaale Kahiye que va aconseguir enviar a l'exili els criats "majerteen" que treballaven amb els italians.